# Heerderstrand

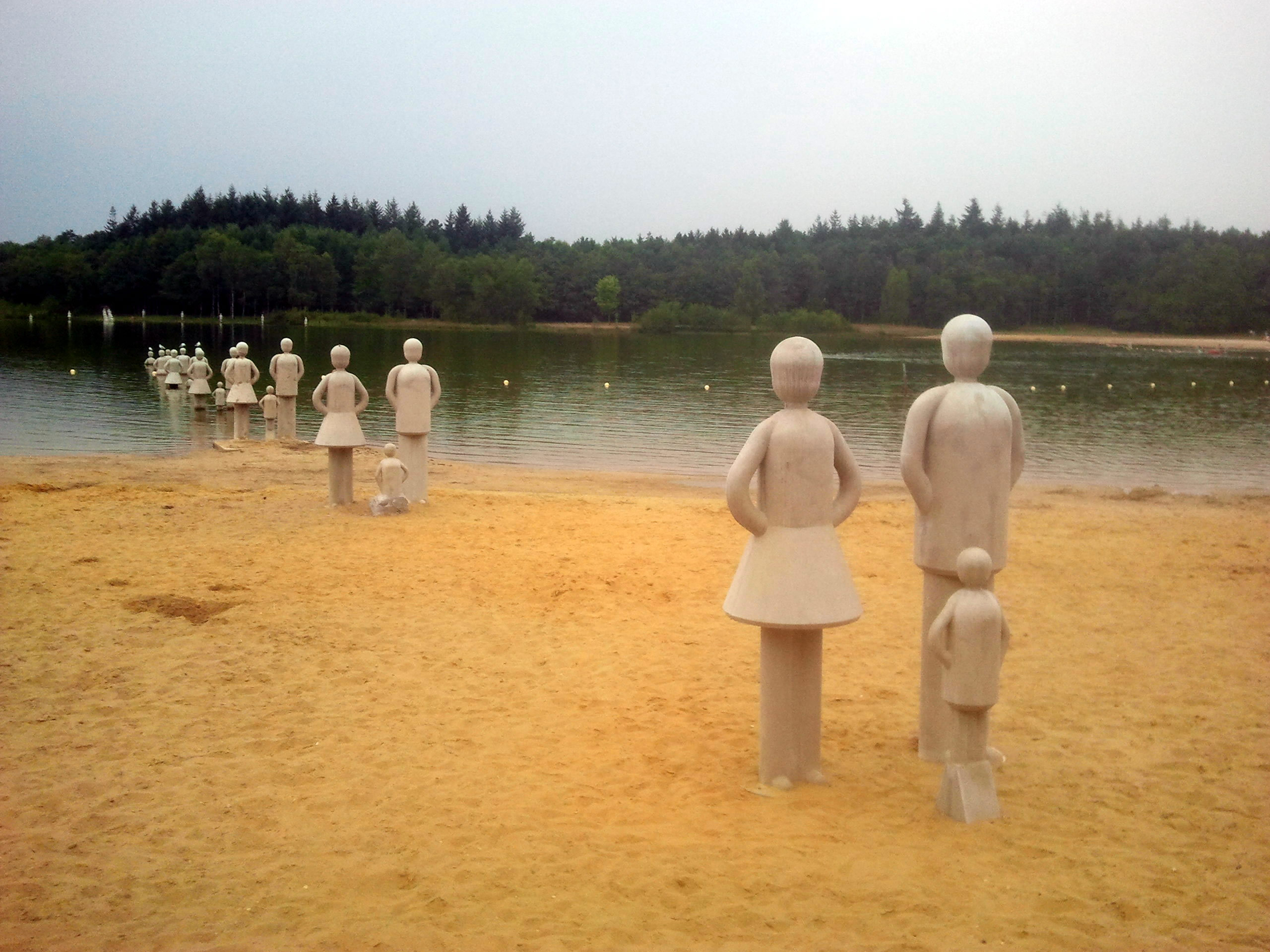
De beeldengroep De Ontmoeting op het Heerderstrand

Het Heerderstrand is gelegen ten westen van Heerde. De waterplas is ontstaan door zandwinning voor de aanleg van de snelweg A50. Van de zon genieten kan zowel door op het zandstrand of de zonneweide te liggen als door het wandelen of fietsen rondom de plas. De plas is volledig in eigendom van Leisurelands die het gebied zelf exploiteert en beheert.

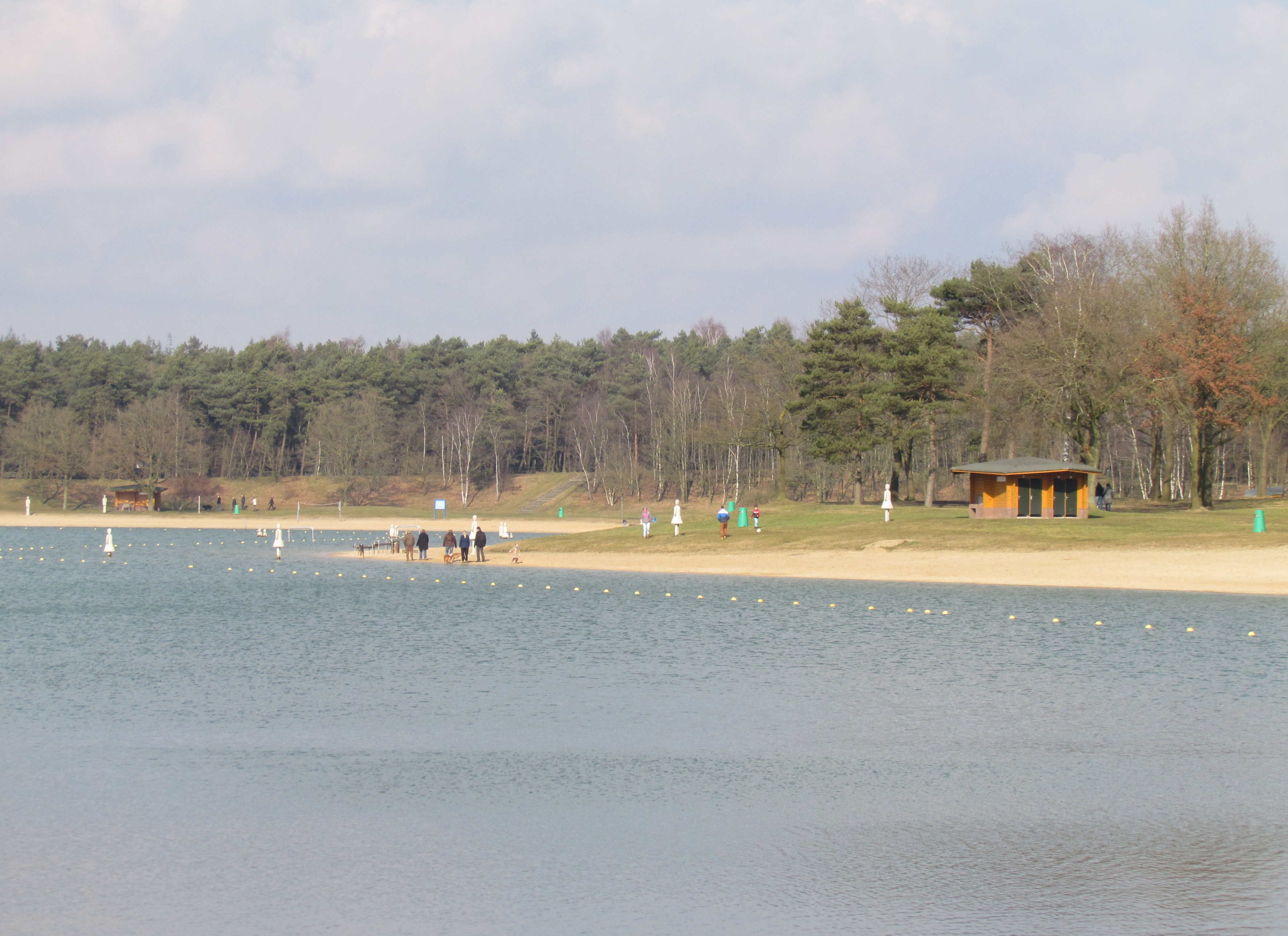
Het Heerderstrand in 2015

Bij het Heerderstrand worden een aantal evenementen georganiseerd, zoals het PALM Beach Life Volleybal Circuit Heerderstrand en Veluwe aMU-Zant. Er is ook een pitch and putt golfbaan.
Op het Heerderstrand treft men ook de beeldengroep De Ontmoeting aan van beeldend kunstenaar Frans Goldhagen, bestaande uit rijen figuren die 'het water inlopen'.

## Bezoekersaantallen
| 2011    | 2012    | 2013    | 2014    | 2015    | 2016    | 2017    | 2018    |
| ------- | ------- | ------- | ------- | ------- | ------- | ------- | ------- |
| 130.000 | 156.500 | 150.000 | 136.000 | 132.000 | 148.000 | 127.500 | 190.000 |